# Videoblog

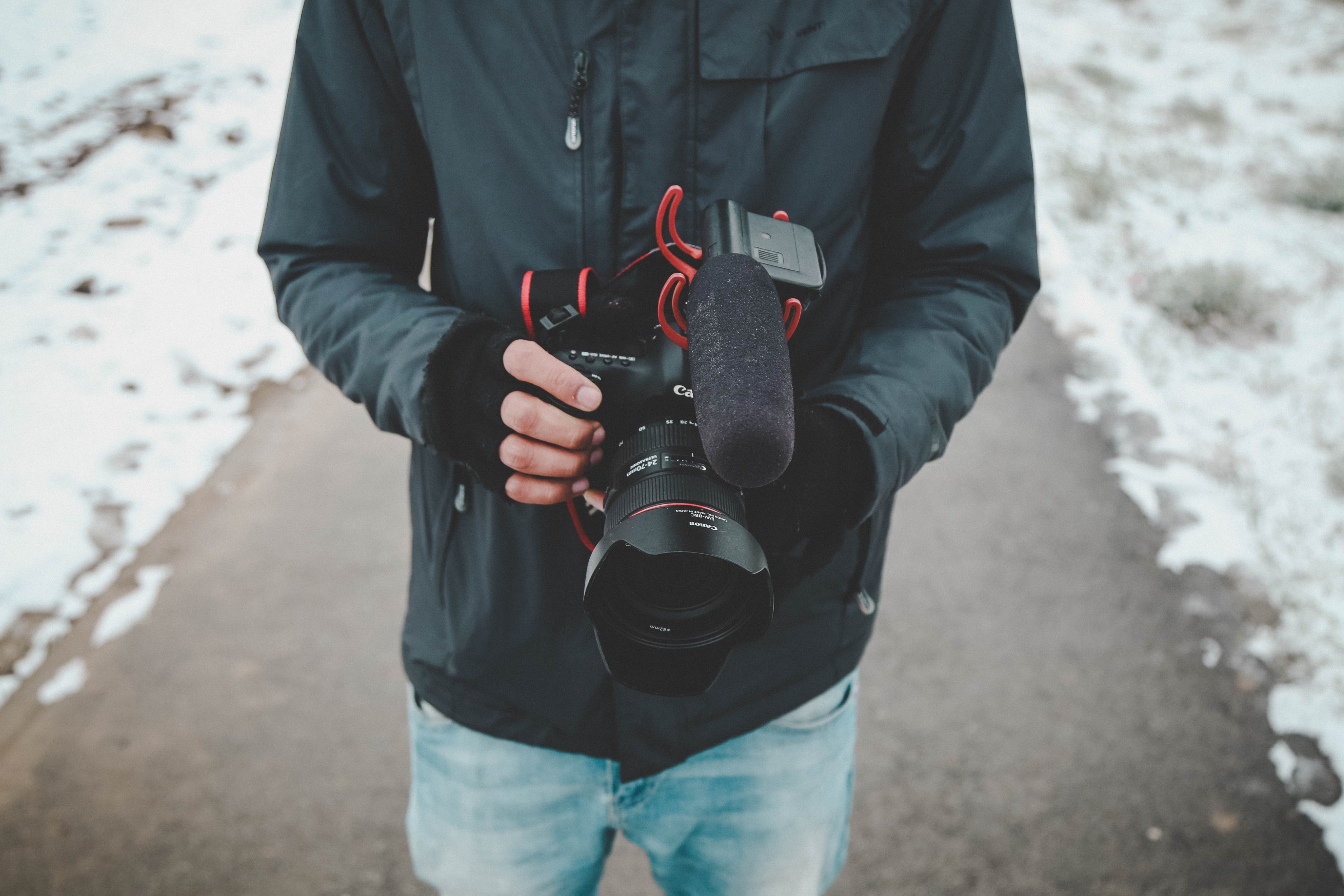
La creación de videoblogs es una práctica muy común hoy en día.

Un videoblog o vlog es una galería de clips de videos, en orden cronológico inverso, publicados por uno o más autores. El autor puede autorizar a otros usuarios a añadir comentarios u otros vídeos dentro de la misma galería. En español, vlog y blog se pronunciarían igual, aunque no hay palabras que empiecen por la doble consonante vl. Sin embargo la diferencia entre uno y otro radica en que vlog se denomina al video en sí mismo y blog a la palabra escrita en un sitio web.

## Antecedentes
En la web se escanea, no se lee, por lo que la imagen cobra un protagonismo especial, y particularmente, el vídeo. Si a esto le unimos la evolución de la web tradicionalmente unidireccional y cerrada a la web participativa que Tim O´Reilly calificó de 2.0, tenemos como resultado un entorno donde los usuarios conversan dando directamente la cara y donde las plataformas de vídeo como YouTube son significativas.
Los videoblogs pueden tratar cualquier temática que desee el autor, al igual que sucede con los blogs, y la facilidad de distribución hace que algunos videoblogs populares alcancen cientos de miles de suscriptores. La estética de un vlog está basada en el cara a cara del videobloguero con su público, hablando, o bien de manera interpretativa y actuada, o bien de forma sincera y honesta, conectando de manera directa con él; ya que el público de un videobloguero, basándose en ambos casos, está interesado en los vídeos del mismo por el hecho de ser personas con gustos similares, y en ocasiones, hasta se pueden llegar a sentir identificados. Estos solo serían casos en los que el videobloguero habla sobre sí mismo o trata temas cotidianos que afectan a la mayoría de las personas. De esta manera podríamos clasificar los distintos tipos de videoblogueros en tres amplio sectores:
- Existen los videoblogueros que tratan temas de interés común entre una inmensa mayoría de personas, de esta manera consigue llamar la atención de más gente, pudiendo llegar así a ser más originales y consiguiendo una amplia variedad dentro de esta rama. También son, por ello, los más extendidos en la plataforma de YouTube.  Estos videoblogueros pueden realizar sus vídeos a partir de un guion o bien de manera improvisada, según las capacidades o gustos del videobloguero;

- Dentro de estos último, muchos de ellos también hacen vlogs en los que cuentan hechos que les han sucedido, o cualquier anécdota que ellos han vivido; lo que sería básicamente contar su propia vida, lo que a simple vista puede parecer aburrido, aunque está destinado al público que sigue a este videobloguero por otros méritos, como pueden ser otros vídeos que suben o cualquier otra influencia que puedan tener dentro del mundo de internet;

- Podríamos calificar como vlogs los tutoriales, aunque su contenido es más bien de carácter informativo-explicativo, donde el videobloguero muestra el procedimiento mediante el cual se debe realizar algo, ya sea el montaje de un utensilio, hasta un tutorial de maquillaje;

- Otro tipo de videoblogs son los vídeos de jugabilidad, aunque en muchos casos no se considerarían como tales. El contenido de estos vídeos se basa en la grabación en tiempo real de una jugada, o jugadas, de un videojuego que es a la vez comentado por el videobloguero que lo juega (en la mayoría de los casos) o por una persona externa que comenta la jugada de otro jugador. Este tipo de vídeos no siempre son de calidad audiovisual, sino más bien de calidad de interés, abarcando un sector importante de personas interesadas;

- Y por último, están también aquellos videoblogueros que hacer análisis sobre uno o varios vídeos ajenos, programas televisivos, videoclips de canciones, o cualquier otro tipo de contenido. Normalmente estos vlogs suelen ser más improvisados que premeditados, ya que se basan en la exposición de la opinión del videobloguero y en su carácter crítico.

Los vlogs o videoblogs son un subtipo de blogs, y han evolucionado a partir de los mismos, por lo que tradicionalmente han utilizado sus mismos sistemas y canales de distribución. Además, en la actualidad, servicios de video en línea como YouTube , Vimeo o Dailymotion facilitan la tecnología de distribución para videoblogs.

## Factores de un videoblog
TemáticaEl videoblog tiene una temática definida, en el cual el videoblogger puede demostrar sus conocimientos y habilidades. Generalmente el contenido no tiene vigencia y es útil todo el tiempo como consulta.
Público objetivoCada videoblog va dirigido a un determinado público específico según la temática.
DuraciónLa duración de estos vídeos suele ser corta, no más de 12 minutos, aproximadamente (con excepciones, por supuesto), ya que debe atraer al público sin llegar a aburrirlo y transmitiendo la información requerida de manera clara y concisa, abarcando intereses de un amplio sector de personas a las que pueda llegar a interesas dicho contenido.
RecursosBásicamente el único recurso necesario para hacer un videoblog es una cámara con buena definición. La calidad de estos siempre resulta más atractiva para el público en cuanto esta es mayor, teniendo siempre en cuenta una buena iluminación (ya sea natural o artificial) y un buen audio. Sin embargo, existen otros factores que se deberían tener en cuenta en cuanto a recursos, e incluso conocimientos. Para llegar a hacer un buen video, ya sea videoblog o de cualquier otro tipo, es necesario un programa para el montaje de este y conocimientos para realizar dicho montaje  (véase "edición de video"), ya que se puede 'jugar' de diversas formas con el audio, los cortes, elementos externos, textos, imágenes, etc; con el fin de un buen montaje. Aunque si lo que busca el videobloguero es simplemente un tú a tú limpio y directo entre él y el espectador, con un buen guion o sencillamente el arte necesario para hablar y expresarse delante de una cámara, es más que suficiente para llegar al público que le interesa.
DiseñoLa identidad visual de un vídeo blog está ligada con el logotipo, los colores, musicalización y presentadores. Todo esto crea una marca. Normalmente, el diseño de un video va ligado a la forma en la que se utiliza el editor de video que se utilice, ya que eso marca la estética de montaje la manera de percibir la información que transmite el mismo vídeo. Además, si el video es de un canal en YouTube, muchas veces su atractivo puede percibirse por el simple diseño del canal, ya que puede transmitir información de antemano, como la temática que suele tratar el videobloguero o sus gustos. Por eso, muchos autores utilizan música sin derechos de autor o copyright de fondo para poder monetizar los vídeos, de manera que las ganancias pueden ser únicamente para el creador del vídeo, sin tener restricciones en el uso de la música.
PlataformaLos videobloggers pueden utilizar un sitio oficial para sus vídeos haciendo uso de plantillas para multimedia, pero también hay quien crea canales en distribuidores de vídeo como: YouTube, Vimeo, Blip, Metacafe, DailyMotion y más. Aunque este tipo de contenido de vídeos pueden encontrarse en muchas otras websites de contenido audiovisual compartido, la web favorita es YouTube, ya que su contenido es universal y mucho más popular que el de otras plataformas.
PromociónLos videobloggers crean canales propios y personalizados en los que suben sus vlogs, muchas veces, siguiendo un orden cronológico, para poder compartirlos, promocionándolos de diversas maneras, como puede ser mediante la utilización de tags en los propios vídeos o compartiéndolos en sitios que tienen relación con su temática, siendo la manera más usual la promoción en las redes sociales más populares, como Twitter o Facebook, ya que éstas, en especial, tienen relación directa entre ellos. La promoción es un factor muy importante, sobre todo en la plataforma de YouTube, ya que lo que busca la mayoría de youtuberos, ya sean videoblogueros o no, es el incremento de suscriptores en su canal y el número de visitas a sus vídeos, lo que le hace más y más popular.

## Tecnología
En sus inicios se codificaban vídeos de pequeño tamaño (340 x 280 pixeles) que son colgados de una página web, pero gracias a la banda ancha y los nuevos codecs como el H.264/MPEG-4 AVC actualmente se pueden ver videoblogs en HD o tamaños muy parecidos, el estándar actual es 720p ( en 16:9 1280 x 720 (HD) o en 16:9 1920 x 1080 (FULLHD ).
Para la visualización de los vídeos en la web, el reproductor y el códec de vídeo del lenguaje Flash de Adobe se ha establecido como el más usado para la visualización de archivos MOV para su descarga directa o mediante el uso de suscripciones vía ficheros RSS. Sin embargo, gracias a la última evolución del lenguaje HTML, el HTML5 son varios los vídeos y portales en los que se pueden encontrar esta implementación. En la actualidad la mayoría se encuentran en el sitio web YouTube.
Los videoblogs actualmente se producen con una calidad muy elevada debido principalmente a la bajada de los precios de la tecnología necesaria, tanto hardware como software, y los contenidos cada vez son de mayor calidad, tanto en la parte técnica (edición) como en la parte no técnica (contenido propiamente dicho).